# Prostoma giardii
Prostoma giardii är en djurart som tillhör fylumet slemmaskar, och som beskrevs av Hallez 1879. Prostoma giardii ingår i släktet Prostoma, fylumet slemmaskar och riket djur. Inga underarter finns listade i Catalogue of Life.